# Rafael Martínez Agulló y López Vergés
Rafael Martínez Agulló y López Vergés († Madrid, 9 de desembre de 1906) fou un jurista i polític valencià, marquès de Vivel, diputat a les Corts Espanyoles durant la restauració borbònica.
Fou magistrat del Tribunal Suprem d'Espanya i membre del Consell d'Estat, així com diputat del Partit Conservador pel districte de Xàtiva a les eleccions generals espanyoles de 1896 i senador per la Reial Societat Econòmica d'Amics del País de València de 1904 fins a la seva mort. Fou pare de Rafael Martínez Agulló y Juez Sarmiento.